# アンナ・カレニナ (1948年の映画)
『アンナ・カレニナ』（原題：Anna Karenina）は、1948年に製作・公開されたイギリス映画である。撮影は1947年5月から8月。レフ・トルストイの小説『アンナ・カレーニナ』の映画化作品であり、ジュリアン・デュヴィヴィエが監督、ヴィヴィアン・リーが主演した。

## キャスト
※括弧内は日本語吹替（初回放送1963年12月30日『テレビ名画座』）
- アンナ・カレニナ：ヴィヴィアン・リー（杉田郁子）
- カレーニン：ラルフ・リチャードソン（北山年夫）
- ヴロンスキー：キーロン・ムーア（原田一夫）
- キティ：サリー・アン・ハウズ
- ニコライ：マイケル・ガフ
- ベティ：マーティタ・ハント
- ヴロンスキー大佐：オースティン・トレヴァー
- 医師：マイケル・メドウィン

## スタッフ
- 監督：ジュリアン・デュヴィヴィエ
- 製作：アレクサンダー・コルダ
- 脚本：ジュリアン・デュヴィヴィエ、ジャン・アヌイ、ガイ・モーガン
- 音楽：コンスタント・ランバート
- 撮影：アンリ・アルカン
- 編集：ラッセル・ロイド
- 美術：アンドレイ・アンドレーエフ
- 衣裳：セシル・ビートン

## エピソード
- 撮影は夏だったため、暑さの中で俳優たちは毛皮をまとって人造の雪を踏んで歩いていた[2]。
- 撮影中にヴィヴィアン・リーを訪ねたローレンス・オリビエは「グレタ・ガルボのアンナを忘れたまえ」とアドバイスしたという[3]。